# María Ofelia
María Ofelia (San Antonio, Misiones; 8 de agosto de 1947) es una locutora, cantante y compositora de folclore argentina de amplia trayectoria. Junto con Ramona Galarza y Teresa Parodi es una de las referentes femeninas del chamamé en Argentina.

## Carrera
De Padre correntino y Madre Paraguaya pasó su infancia en Puerto Iguazú. Su vocación por el canto le viene desde muy pequeña escuchando por radio a grandes de la música del litoral como María Teresa Márquez, Luis Alberto del Paraná y Ramona Galarza, entre otros.
A los 8 años ganó un concurso de cantantes aficionados en radio y a los 15 ingresó a la Orquesta Folklórica de la Provincia de Misiones dirigida por el Maestro Ricardo Ojeda.
Empezó su carrera artística en 1971, cuando ganó el primer premio como "solista vocal femenina" en el Festival Nacional de Folclore Cosquín en representación de Misiones.  En ese mismo año graba su primer disco La nueva voz del Litoral, proyectándose en países como Brasil, Chile, Paraguay y Uruguay. También ese disco le abrió las puertas a presentaciones en diversos escenarios  como el Teatro Presidente Alvear, Complejo La Plaza, Luna Park, Feria de Mataderos y Centro Cultural San Martín, entre otros.
Como cancionista interpretó temas emblemáticos como Costera mi costerita de Cholo Aguirre y Santos Lipesker, Tus recuerdos y Te di el amor.
También es compositora de temas como Chamamé a Campo Viera, Homenaje a las bailantas, Ñande schottis, Para mi gente formoseña, entre otras.
En televisión compartió pantalla con la cantante Soledad Pastorutti con quien interpretó el tema Posadeña Linda en el programa Ecos de mi tierra.
Hace más de 40 años que también trabaja como conductora de programas de radio en emisoras como América, Belgrano, Excélsior, Continental, Radio Ciudad, Radio Nacional y radio Mi País donde trabaja actualmente al frente de un programa de folclore. Conduce el programa María Ofelia, a pura emoción.
Entre su amplia discografía se encuentran * Costera mi costerita (1976); María Ofelia y los Hermanos Barrios (1980), Homenaje a las bailantas (1985) con Guillermo Duro Caneda (Acordeón), Tilo Trevisán (Bandoneón), Héctor Chávez (Guitarra y arreglos), Orlando Ortiz y Alfredo Alonso (Guitarras), y Oscar Sánchez (Bajo); Chamamé dorado acompañada por el bandoneonista Tilo Escobar; La Calandria (1995), y Tierra roja (2001) entre muchos otros.
En enero del 2020 fue convocada a acompañar a Ramona Galarza en la edición del Festival Nacional del Chamamé 2020. Esa fue el último escenario que pudo compartir con su intima amiga y compañera de peñas y festivales como por el “Día de los Granaderos a Caballos”. Galarza falleció el 22 de septiembre de ese año.

## Radio
- La Tierra Sin Mal en FM “La folklórica” de Radio Nacional.
- María Ofelia, a pura emoción

## Galardones y distinciones[6]
- 2012: La Asociación Argentina de Intérpretes (AADI) la premia, por su destacada trayectoria y su compromiso con la cultura, en la 22 Fiesta Nacional del Chamamé y 8.º del Mercosur.
- 2003:En la edición 35 del "Festival Nacional de La Música del Litoral", Posadas (Misiones), obtuvo el Mensú de Oro, premio otorgado por primera vez a una mujer.
- 1995: Su primer cancionero María Ofelia y su Gente, que fue declarado de interés cultural por la Presidencia de la Nación.
- 1993: El programa de TV, Argentinísima, le otorga el Mate de Oro en reconocimiento a su trayectoria
- 1991: El semanario "Usted" y el pueblo de Misiones le otorgan la distinción a su calidad artística y humana.
- 1988: La Secretaría de Cultura de la Nación  la reconoció con una distinción por su cultivo permanente de la música autóctona del país.
- 1988: La Secretaría de Cultura de Misiones que la reconoce como “Representante de la Cultura de Raigambre Autóctona".

## Discografía
- La nueva voz del Litoral
- María Ofelia y su Gente
- Tierra roja
- La Calandria
- Misionera por el canto
- Tierra Roja
- Sangre al Sol
- Renaciendo
- Abrazarte
- María Ofelia y los Hermanos Barrios
- Chamamé dorado
- Ñande
- Homenaje a las bailantas
- Costera mi costerita

## Temas interpretados
- Costera mi costerita
- Tus recuerdos
- Te di el amor
- Chamamé a Campo Viera
- Homenaje a las bailantas
- Ñande schottis
- Para mi gente formoseña
- Misionero y Guaraní
- Río de recuerdos
- Neike Chamigo
- Che Ruichá
- Corazón de oro
- Nuestro shotis
- Ajhá Potáma
- Que murmure la gente
- Río de soledad
- Corrientes Poty
- Si puedo algun día
- Mi serenata
- Caciqué Catán
- Que triste y que lindo
- El cachapecero
- La Caú
- Posadeña linda
- Tradición
- La llorona
- Yo voy a Mariscando
- Chamemé a Campo Viera
- Acento misionero
- El encadenado
- Fierro Punta
- La vida y la libertad
- Para
- Juan Payé
- La lindera
- Vuelve, vuelve
- Me vuelvo a Caa Cati
- Escríbeme una carta
- Te di el amor
- La nacencia
- Así es Misiones
- Canto de selva
- Volver a Paraguay
- Quisiera ser
- Mate nuestro
- Misionera
- La Calandria
- Apoyate en mí
- Solo le pido a Dios
- Ramón Violín
- Echale Caa
- La rueda y ronda
- Donde fue tu amor
- Pájaro campana
- Cherubicha
- Canción para Carito
- Los sueños nuestros de cada día
- Maleta Tulcha
- La valija
- Itapua poty
- Tierra roja sangre al sol
- María Itatí
- Mujer Amércia
- Yo te quiero tanto
- Musiquero Chamasero
- Colono misionero
- Soy región
- Pueblo de la calle larga
- Misiones de mi recuerdo
- Padre Dios
- Tus recuerdos
- Se que te arrepentirás
- Puentecito de la picada
- Marcelina Rosa Rivero
- Añoranzas
- Nostalgias camperas
- A Misiones, mi tierra